# Glenea pallidipes
Glenea pallidipes é uma espécie de escaravelho da família Cerambycidae.